# Berantevilla
Berantevilla è un comune spagnolo situato nella comunità autonoma dei Paesi Baschi.